# Brycon petrosus
Brycon petrosus är en fiskart som beskrevs av Meek och Hildebrand, 1913. Brycon petrosus ingår i släktet Brycon och familjen Characidae. Inga underarter finns listade.